# Candelaria de la Frontera
Candelaria de la Frontera es un distrito del municipio de Santa Ana Oeste, en el departamento de Santa Ana y la zona occidental de El Salvador. Ubicada a 87 km de la capital. Abarca una extensión de 91.13 kilómetros cuadrados, con una población de 23 229 habitantes según el censo salvadoreño de 2024. Para su administración se lo divide en 11 cantones y 53 caseríos.
| Censo | Población | Cambio | Porcentaje |
| ----- | --------- | ------ | ---------- |
| 2007  | 22 686    | N/D    | N/D        |
| 2024  | 23 229    | 543    | 2.4%       |

## Historia
Candelaria de la Frontera fue fundada por decreto legislativo dado el 1 de marzo de 1882, durante la administración de Rafael Zaldívar; con el que se erigió en municipio los cantones de Candelaria, Paraje Galán, La Criba, y San Jerónimo, estableciéndose la cabecera en el cantón de Candelaria. En la jurisdicción del municipio, se formarían los cantones de Las Piedritas, San Cristóbal y los Cerros Dormidos, que después pasarían al municipio de El Porvenir.
El informe del gobernador departamental de Santa Ana hecho en el 28 de julio de 1902 describe que se iniciaron los trabajos del edificio que servirá de cabildo municipal y que el estado sanitario del pueblo era bueno. Obtuvo el título de villa en diciembre de 1952. Y el de ciudad en febrero del 2008.
El distrito tiene la tumba de Gabriel Granillo, un salvadoreño-estadounidense que fue apuñalado hasta la muerte en un parque de Houston, Texas en 2006.

## Gobierno y administración
En el periodo de 2006 a 2021, la alcaldesa de Candelaria de la Frontera fue Janet Rivera de Rivera perteneciente al partido ARENA. De 2021 a 2024, el alcalde fue Beeddy Alejandro Botto perteneciente al partido Nuevas Ideas. En el periodo 2024-2027 fue elegido Jorge Castro como alcalde de Nuevas Ideas por Santa Ana Oeste.
Para su mejor administración, el distrito se encuentra dividido en 11 cantones 53 caseríos, los cuales son:
| Cantones          | Caseríos |
| ----------------- | --- |
| Casas de Teja     | - Casas de Teja - Boca de la Montaña - El Llano Grande - Las Mesas - La Garita - Piletas                                               |
| El Jute           | - El Juta - Los Najera - La Colmena - Las Cristalinas - El Pichiche - El Escondido                                                     |
| El Zacamil        | - El Zacamil - La Bolsa - La Manzanita - Valle Nuevo - Colonia Cristalia                                                               |
| La Criba          | - La Criba - La Haciendita - San Bartolo                                                                                               |
| La Parada         | - Aldea Bolaños (antes La Parada) - San Rafael - La Quebrada - El Sauce - El Chisme - El Guasero - El Olvido - El Chiripío - El Muerto |
| Monte Verde       | - Monte Verde - Plan de la Madera - El Paterno - Las Viñas                                                                             |
| Piedras Azules    | - Piedras Azules - El Maneadero - San Cristóbal - Frontera                                                                             |
| San Jerónimo      | - San Jerónimo - El Jocote - La Lagarta - Tabloncitos - El Jute - El Paraíso - El Semillero - Buena Vista                              |
| San José Pinalito | - Las Aradas |
| San Vicente       | - San Vicente - Paraje Galán - El Pino                                                                                                 |
| Tierra Blanca     | - Tierra Blanca - La Montaña o El Manguito - Bolaños - El Guarumal - Buenos Aires                                                      |

La cabecera del distrito se divide en los barrios de: Las Ánimas, San Antonio, Santo Domingo y San José.